# Glasbruksmuseet, Surte
Glasbruksmuseet i Surte ligger i de gamla fabrikslokalerna för Surte glasbruk och där visas vad som producerats på orten och vilken roll bruket spelade.
Mannen som formgav Coca-Cola-flaskan, Alexander Samuelson, kom från Surte glasbruk.
I anslutning till museet uppfördes 2002 en glashytta ritad av arkitekt Christer Håkansson.
Byggnaden, som museet är inrymt i, byggdes före år 1850 som kvarn, vilken lades ner år 1901. Den är Surtes äldsta byggnad och under åren har den inhyst många verksamheter, bland annat måleriverkstad, kraftstation och telestation. Från 1920-talet fram till 1960-talet inrymde den ett badhus. I januari 1985 bildades en museistyrelse och den 23 maj 1992 invigdes museet.

## Galleri

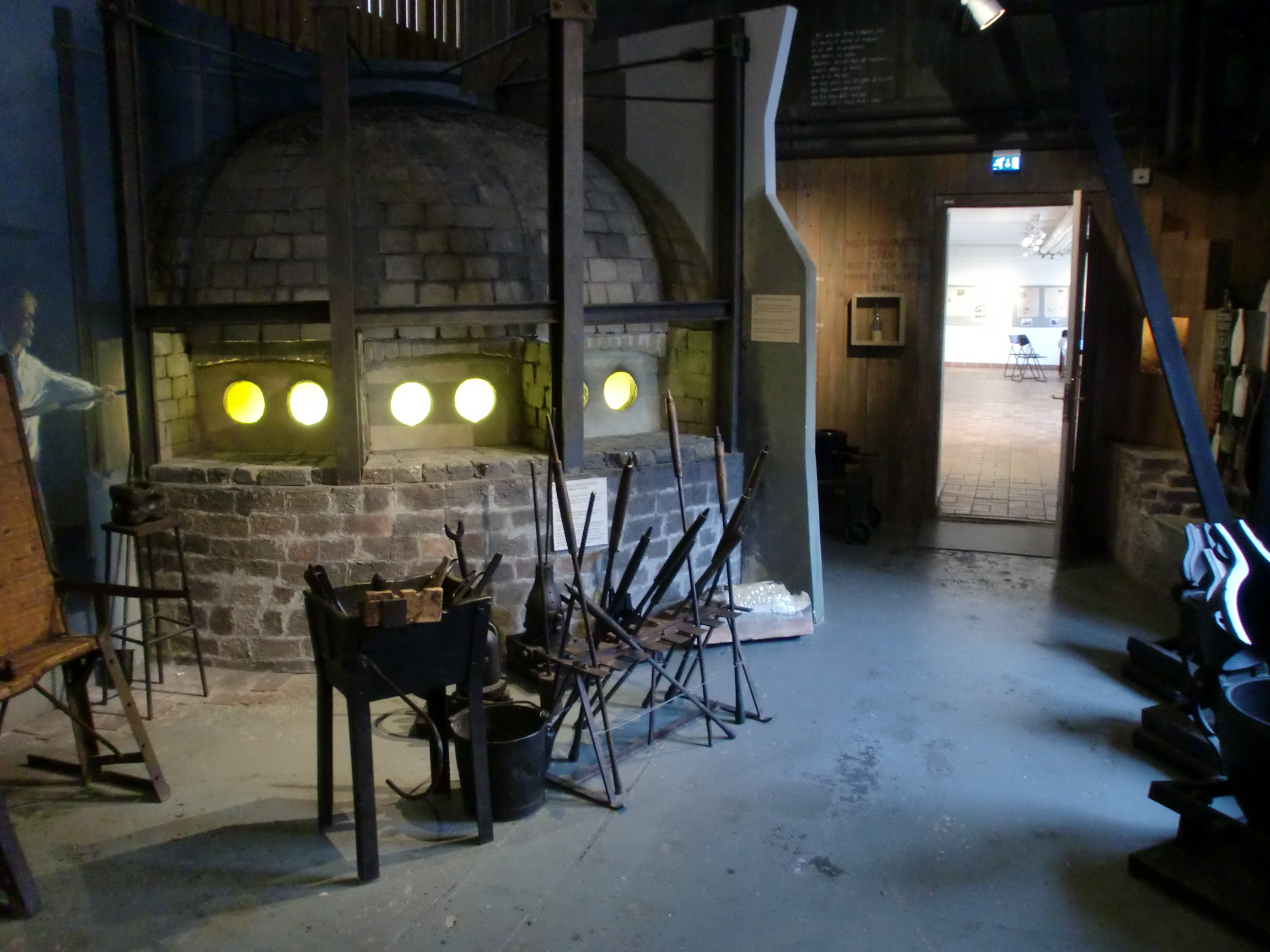
Modell av vanna, ugn för att smälta glasmassa, på Surte glasbruksmuseum.
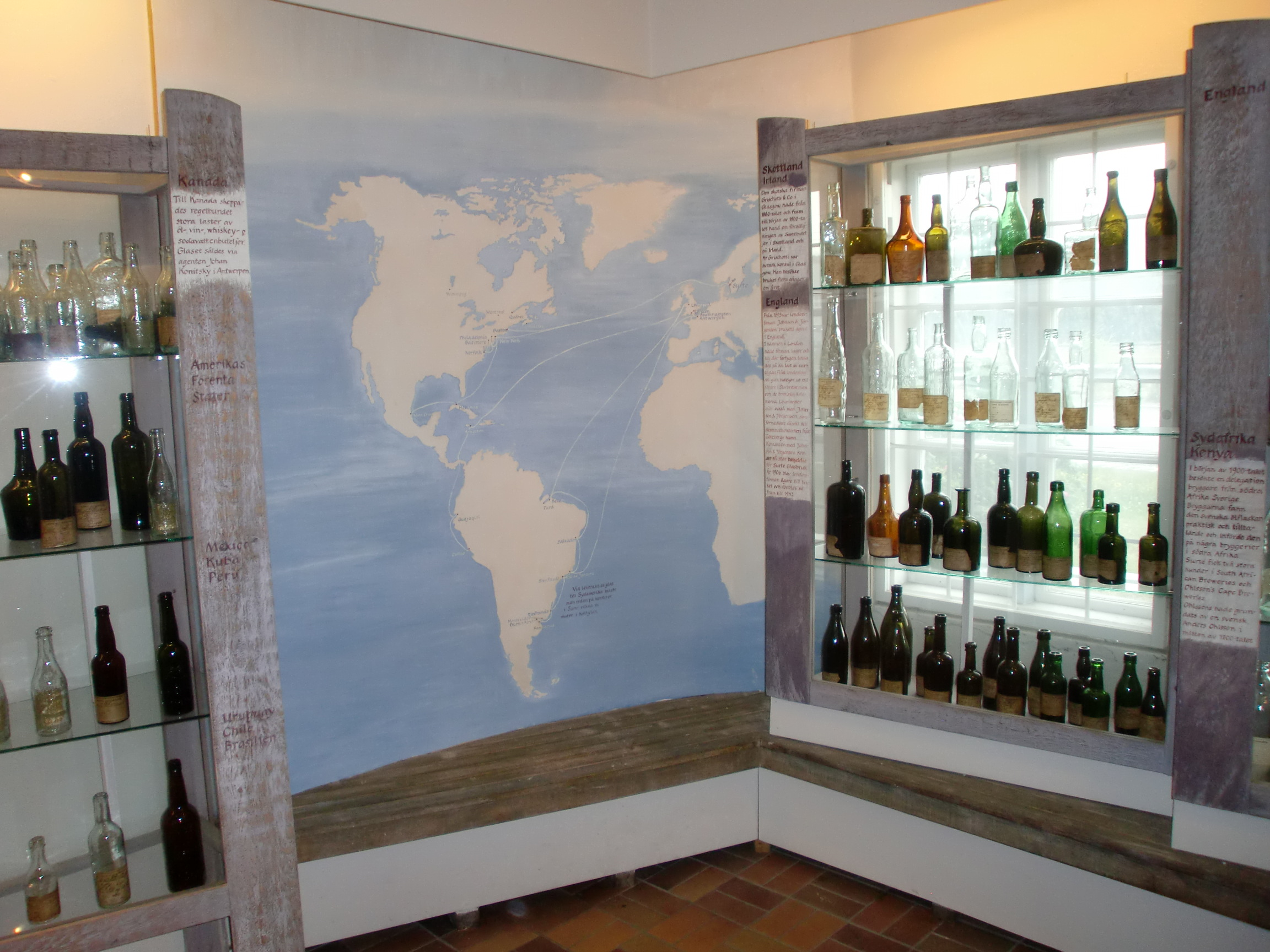
Produkter och exportvägar från Surte glasbruk. Montrar på Surte glasbruksmuseum.